# Гаазька конвенція (1961)

Країни-учасники Гаазької конвенції 1961 року
Участники конвенції - члени Конференції по МЧП
Участники конвенції - не члени Конференції по МЧП
Країни, в яких конвенція ще не набула чинності
Країни, які не підписали конвенцію

Гаазька конвенція 1961 року (повна назва: укр. «Гаазька конвенція, що скасовує вимогу легалізації іноземних офіційних документів, від 5 жовтня 1961 року», англ. «Convention of 5 October 1961 Abolishing the Requirement of Legalisation for Foreign Public Documents», фр. «Convention du 5 octobre 1961 supprimant l’exigence de la légalisation des actes publics étrangers») — Міжнародна Конвенція, що скасовує вимогу легалізації іноземних офіційних документів для країн-учасниць Конвенції.
Конвенцією встановлюється спеціальний знак (штамп), що проставляється на офіційні документи, створені в одній державі та підлягають передачі до іншої держави, що замінює процедуру консульської легалізації, — апостиль.
Документи, засвідчені апостилем в одній із держав-учасниць Конвенції, повинні прийматися в іншій державі-учасниці Конвенції без будь-яких обмежень.
Конвенція укладена в Гаазі 5 жовтня 1961 року державами — учасниками Гаазької конференції з міжнародного права і відкрита для приєднання всіх зацікавлених країн.
СРСР приєднався до Конвенції 17 квітня 1991.

## Основний зміст Конвенції
Держави-учасниці Конвенції взаємно відмовляються від вимоги консульської легалізації офіційних документів, які були здійснені на території однієї з Договірних Держав і повинні бути представлені на території іншої Договірної Держави.
Під офіційними документами для цілей Конвенції розуміються:
- документи, що виходять від органу чи посадової особи, що підпорядковуються юрисдикції держави, включаючи документи, що виходять від прокуратури, секретаря суду чи судового виконавця
- адміністративні документи (зокрема, свідоцтва про реєстрацію актів цивільного стану[3])
- нотаріальні акти
- офіційні позначки, такі як відмітки про реєстрацію; візи, що підтверджують певну дату; засвідчення підпису на документі, що не засвідчений у нотаріуса.

Єдиною формальністю, яка може бути потрібна для посвідчення справжності підпису, якості, в якій виступала особа, яка підписала документ, і, у належному випадку, справжності печатки чи штампу, якими скріплено цей документ, є проставлення апостилю.
Водночас Конвенція не поширюється на:
- документи, вчинені дипломатичними чи консульськими агентами
- адміністративні документи, які мають пряме відношення до комерційної чи митної операції.

Конвенція, за її буквальним змістом, не поширюється також документи, які є офіційними (тобто що не виходять від державних органів і мають нотаріального посвідчення). Наприклад, апостиль не проставляється на комерційні листи зарубіжних фірм.
Але, як зазначається у спеціальній літературі, «на практиці буває складно провести розмежування між комерційними та некомерційними документами. Крім того, нерідко і на комерційних документах, наприклад, банківських, проставляється апостиль. Тому багато що у вирішенні практичних питань залежить від судової та нотаріальної практики».

## Країни та території, на які поширюється дія Гаазької конвенції 1961 року
| Аоминь (Макао)   |
| Гонконг (Сянган) |

| 4 лютого 1969 року (набула чинності Макао як володіння Португалії), КНР підтвердила дію Конвенції для Аоминя (Макао) з дати приєднання цієї території — 20 грудня 1999 року                 |
| 25 квітня 1965 року (набула чинності для Гонконгу як володіння Великої Британії), КНР підтвердила дію Конвенції для Сянгана (Гонконгу) з дати приєднання цієї території — 1 липня 1997 року |

|  |
|  |